# 瓦奇纳泽
瓦奇纳泽是一个乔治亚贵族家族，一个起源于中世纪早期卡赫蒂的多瑙里王朝的主要家族。他们的分支包括Beburishvili家族（可能也包括Babadishvili家族）。该家族培养出了几位著名的宗教、军事和文化人物。